# Bontebok nationalpark
Bontebok nationalpark ligger i Sydafrika nära staden Swellendam i Västra Kapprovinsen. Nationalparken inrättades 1931. Avståndet till Kapstaden är ungefär 250 kilometer.
Parkens ursprungliga syfte var att skydda de sista 30 individerna av en underart till bläsbock (Damaliscus pygargus pygargus, Bontebok på afrikaans). Med en yta på 28 kvadratkilometer är nationalparken Sydafrikas minsta. Idag hålls underartens population vid 200 individer för att skydda parkens växtlighet. Utöver Bontebok lever andra antiloper och gaseller i parken. Dessutom infördes bergsebran i området. Parkens buskvegetation kallas fynbos. Här finns 500 grässorter och flera andra växtarter. Bland parkens 200 fågelarter finns paradistranan som är Sydafrikas nationaldjur.

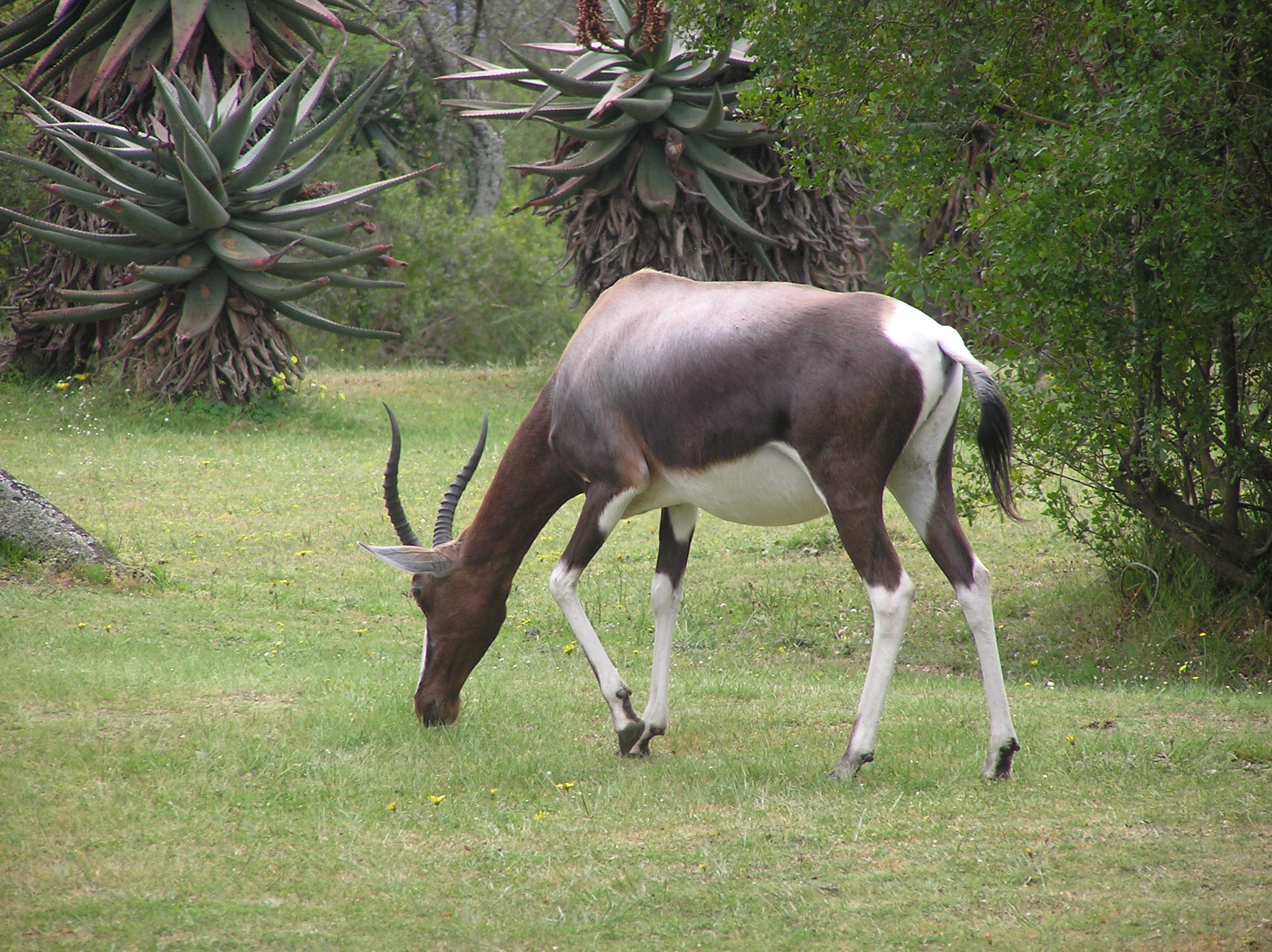
Bläsbock
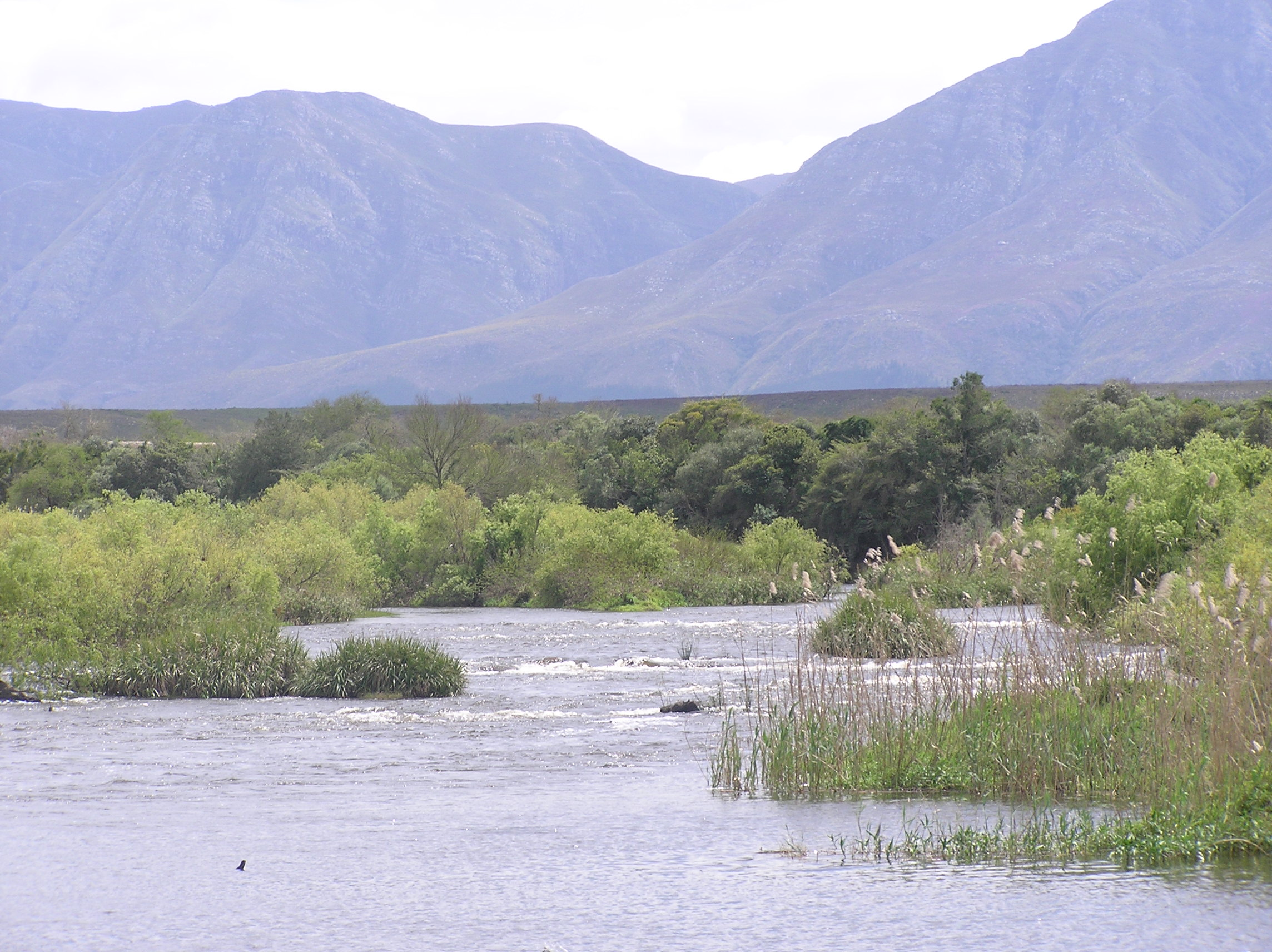
Breede River med bergsområdet Langeberg i bakgrunden
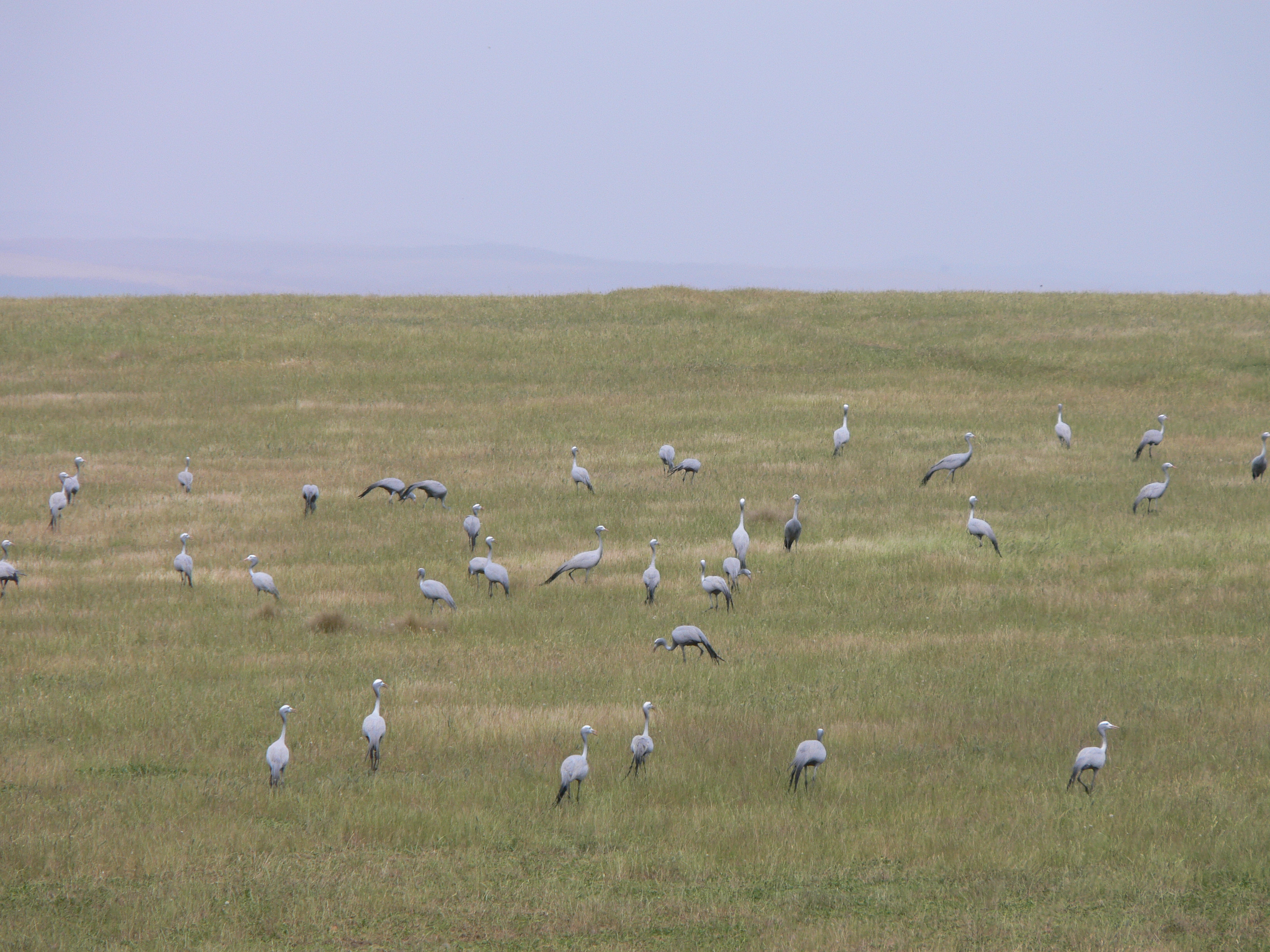
Paradistranor i parken